# Paracaesio
Paracaesio és un gènere de peixos de la família dels lutjànids i de l'ordre dels perciformes.

## Taxonomia
- Paracaesio caerulea (Katayama, 1934)[2]
- Paracaesio gonzalesi (Fourmanoir & Rivaton, 1979)[3]
- Paracaesio kusakarii (Abe, 1960)[4]
- Paracaesio paragrapsimodon (Anderson & Kailola, 1992)[5]
- Paracaesio sordida (Abe & Shinohara, 1962)[6]
- Paracaesio stonei (Raj & Seeto, 1983)[7]
- Paracaesio waltervadi (Anderson & Collette, 1992)[8]
- Paracaesio xanthura (Bleeker, 1869)[9][10][11][12][13][14][15][16]